# Флор Де Канья
Флор де Канья (исп. Flor de Caña, «цветок тростника») является брендом рома, поставляемого компанией Ликорера де Никарагуа, со штаб-квартирой в Манагуа, Никарагуа.

## История
Ром «Флор Де Канья» производится компанией "Ликорера Де Никарагуа, АО (Compañía Licorera de Nicaragua, S.A.), членом группы Пеллас (Grupo Pellas), которая была основана в 1937. Ром производят из сахарного тростника, выращенного на плантации, на винокуренном заводе, построенном в городе Чичигальпа в 1890 году.
В 1937 году ром Флор Де Канья был впервые представлен широкой публике. В 1950 году была основана Группа Пелас, она стала первой компанией-поставщиком рома, и в 1959 году впервые экспортировала ром в Венесуэлу, Коста-Рику и другие страны Центральной Америки.
В 1963 году и 1965 году плантация в Чичигальпе подверглась модернизации, и 8 лет спустя второй винокуренный завод был построен в Гондурасе..
После Сандинистской революции 1979 года плантация была национализирована.  В 1996 году плантация была модернизирована.
9 ноября 2007 года компания Ликорера де Никарагуа, производящая ром Флор Де Канья, запустила производство нового рома «Зета». Зета является составным продуктом из четырехлетнего рома и цитруса. Целевой аудиторией напитка является молодежь от 18 лет.

## Признание
Ром Флор Де Канья прославился как один из лучших ромов в Латинской Америке, который получил более 72 медалей за последние 5 лет и являлся наиболее часто награждаемым среди напитков вида ром за этот период. Он получал золотые, серебряные и бронзовые медали, а также высокие рекомендации от известных специалистов винокуренной отрасли.  

## Продукция
Ром Флор Де Канья производится как в виде светлого, так и в виде темного.
- Limón (4 года)
- Extra Lite (4 года)
- Extra Dry (4 года)
- Gold (4 года)
- Zeta (4 года)
- Black Label (5 лет)
- Grand Reserve (7 лет)
- Centenario (12 лет)
- Centenario 21 (15 лет, выпускается в фарфоровой бутылке с надписями, выполненными 24-каратным золотом, и специальной сумочкой-чехлом)
- Centenario Gold (18 лет)

| Flor de Caña | Flor de Caña | Flor de Caña | Flor de Caña |
| ------------ | ------------ | ------------ | ------------ |
|              |              |              |              |

## Эмблема бренда
Отличительной чертой Флор Де Канья является его эмблема бренда на всех бутылках. На эмблеме изображены дорога с пальмами по сторонам, которая исчезает за горизонтом. На горизонте виднеется цепь вулканов. На эмблеме также присутствует железная дорога, которая ведет к сахарному заводу Сан-Антонио в г. Чичигалпа, Никарагуа, где ром Флор Де Канья был впервые произведен, и где он продолжает производиться и по сей день. Вулкан, виднеющийся в центре на горизонте, это вулкан Сан-Кристобал, самый высокий вулкан в Никарагуа.

## Коктейли
Коктейли с применением рома:
- Mojito Limon (Мохито Лимон)

Смешайте ¼ унции 4-летнего рома Флор Де Канья Лимон (Flor De Cana Limon 4 Year Old Rum), ½ унции лимонного сока, 1 чайную ложку сахара, 2 унции содовой и листья мяты. Поместите на дно 10-унцевого бокала лист мяты. Затем наполните бокал измельченным льдом, который заполните лимонным ромом Флор Де Канья с сахаром, лимонным соком. Размешайте и добавьте содовую. Коктейль подается украшенным листом мяты.
- Lite Sundae (Легкий пломбир)

Смешайте 4-летний ром Флор Де Канья Экстра Лайт (Flor De Cana Extra Lite 4 Year Old Rum), ванильной мороженое, и добавьте щепотку ванили. Хорошо перемешайте, посыпьте сверху крошеным миндалем и украсьте его шоколадным сиропом.
- Dry Caipirinha (Сухая Кайпиринья)

Смешайте 2½ унции 4-летнего рома Флор Де Канья Экстра Драй (Flor De Cana Extra Dry 4 Year Old Rum), 1 нарезанный дольками лайм, 2 чайные ложки сахара. Выжмите лайм в сахар, и перемешайте до однородной массы, добавьте ром и лед в бокал.
- Golden Pineapple (Золотой Ананас)

Смешайте 2 унции 4-летнего рома Флор Де Канья Голд (Flor De Cana Gold 4 Year Old Rum), 4 унции ананасового сока, и 1 унцию сахарного сиропа. Смешайте вместе и украсьте ¼ ананасовой дольки.